# Гануляк Григорій Григорович
Григо́рій Григо́рович Гануля́к (псевдоніми — Гр. Марусин, Гр. Цукорник, Гр. Солодкович, Гринько Зозуля, Грицько Мамалига; 1 березня 1883, с. Синява Сяніцького повіту, нині Польща — 29 серпня 1945, м. Сянік, Польща) — український письменник, журналіст, видавець із Лемківщини.

## Життя та творчість
У 1903 році закінчив навчання у Сяноцькій гімназії імені Королеви Софії.
Першим літературним твором Гануляка була новела «Я ся не бою» (1903), написана лемківським діалектом. Іван Франко схвально оцінив цю спробу: в «Літературно-науковому віснику» (1907, книга 2) з його ініціативи новелу було передруковано.
1908 року Гануляк переїхав до Львова. З допомогою Франка віддався журналістиці та письменництву. Видавав твори українських письменників, репродукції картин українських митців. Власні твори друкував у журналах «Наука», «Живая мисль», «Галичанин». Був членом Товариства руських літераторів і журналістів у Львові, членом Об'єднання слов'янських журналістів у Празі.
Після Першої світової війни працював редактором видавництва «Русалка» у Львові. За його редакцією виходили «Весела Книгозбірня» та «Книгозбірня школярика» (щомісячний випуск). Був також редактором-видавцем часопису «Театральне мистецтво».
Написав понад 50 новел, оповідань, п'єс. 1937 року Гануляка прийняли дійсним членом Товариства письменників і журналістів імені Івана Франка у Львові.
1941 року в Києві вийшла збірка його оповідань «За горами — за ріками».
Більшість оповідань Гануляка присвячено життю лемків під польською окупацією. Оповідання «Буря», «В старім краю» змальовували життя лемків-емігрантів за океаном. Цінним у творчості Григорія Гануляка є реалістичне зображення життя земляків-лемків.